# Dibond

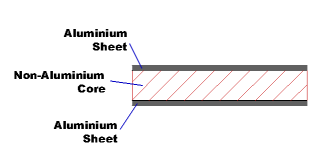
Dibond = hliníková deska, polyethylen, hliníková deska

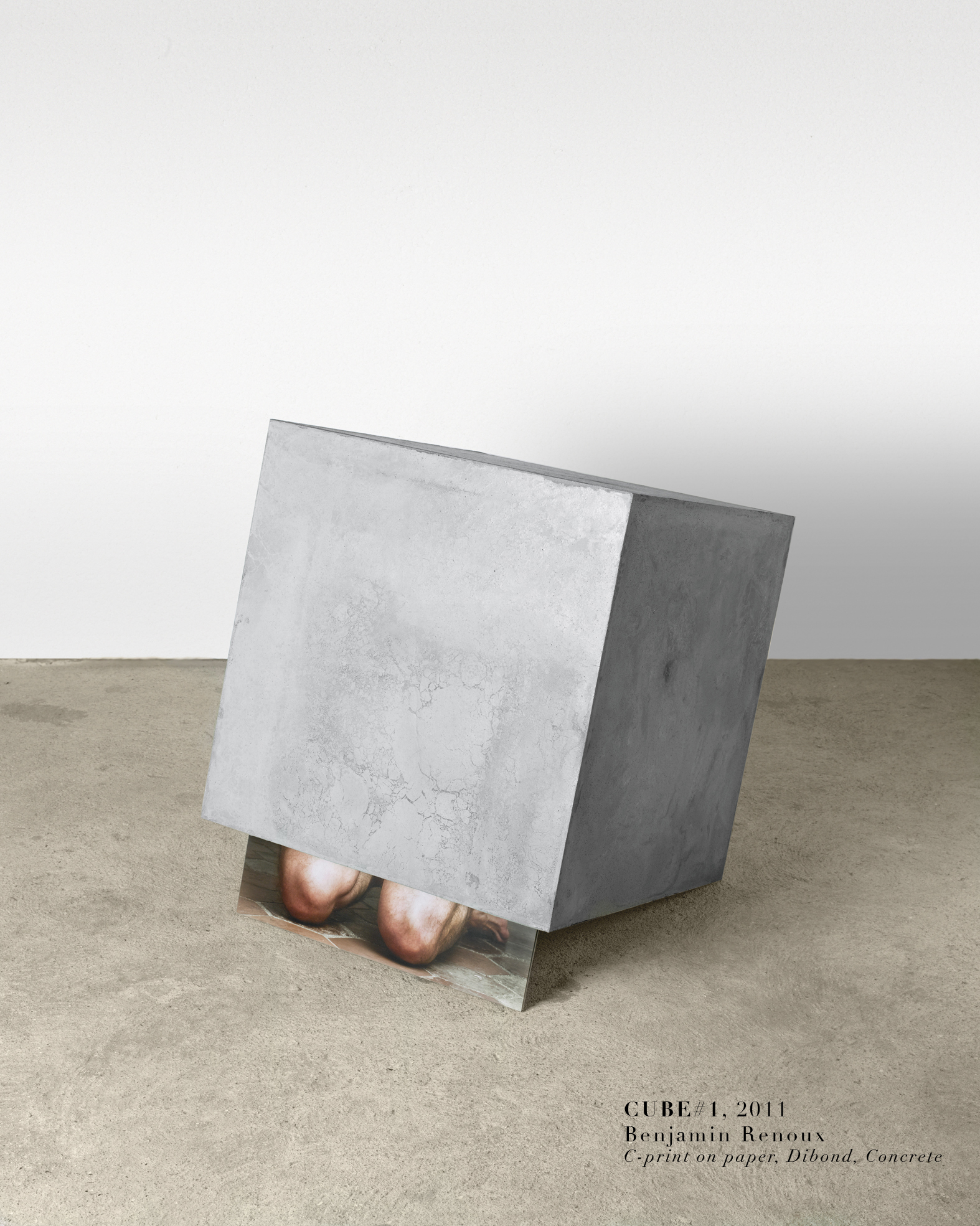
Benjamin Renoux: Krychle #1, 2011, příklad z výstavy

Dibond je obchodní značka pro tuhý hliníkový kompozitní panel, kterou vlastní výrobce 3A Composites se sídlem v německém Osnabrücku, patřící do švýcarské skupiny Schweiter Technologies. Stejně jako všechny materiály v této kategorii je vyroben kompozitní technologií. Má takzvanou „sendvičovou“ konstrukci, kde jsou dvě hliníkové desky silné 0,3 mm tepelně vázané na jádro z polyethylenu. Desky jsou dodávány v celkové tloušťce 2, 3, 4 nebo 6 mm. Mají menší hmotnost než plně hliníkové (plošná hmotnost: 2,9; 3,8; 4,75 nebo 6,6 kg/m2), ale zároveň mají vysokou tuhost a rovnost; jsou odolné proti korozi, UV záření a proti nárazu. Dibond se dodává v typické šířce 1,25–1,50 m a typické délce 2,5–4,05 m a vyrábí se v různých provedeních povrchu (základní barvy dle RAL mat/lesk, metalická RAL, metalické povrchy s kartáčovaným vzhledem, zrcadlový povrch, strukturovaný, dekorativní, eloxovaný aj.).   

## Využití
Dibond je určen převážně pro použití v oblastech signmakingu, interiérového, produktového a nábytkového designu a výstavní účely, zejména pro galerijní adjustaci a prezentaci vysoce kvalitních fotografií většího formátu s dlouhou trvanlivostí. Fotografie vytištěné na papír se pomocí oboustranně lepicí fólie nakašírují na desku nebo je možné použít také přímý tisk fotografií. Vzhledem k nízké hmotnosti a vysoké stabilitě materiálu se dibond pro tyto účely s výhodou využívá. Nevýhodou je relativně vyšší cena, daná použitím hliníku u značkového výrobku.

## Galerie

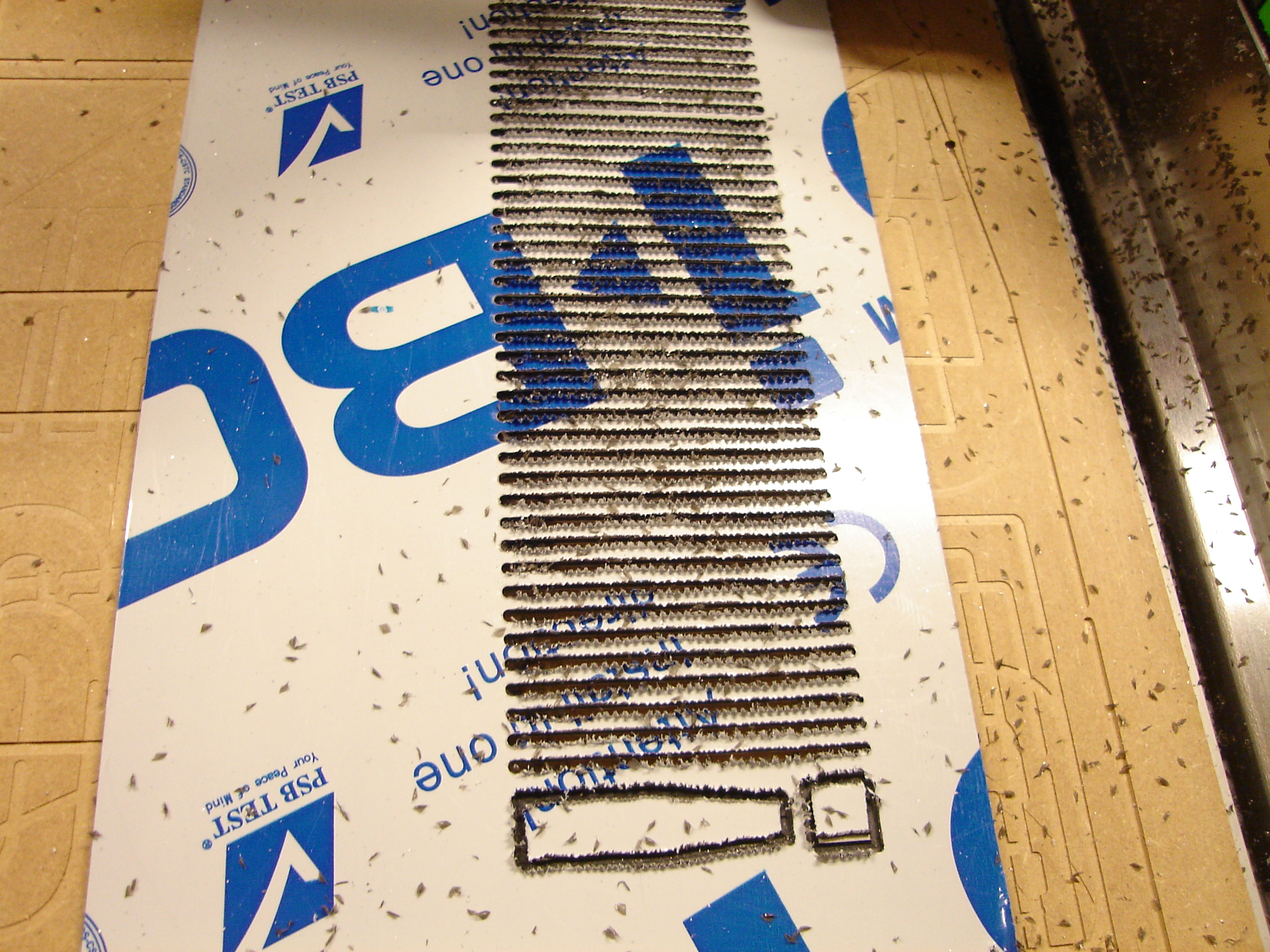
Vyřezání tvarů pomocí CNC frézy
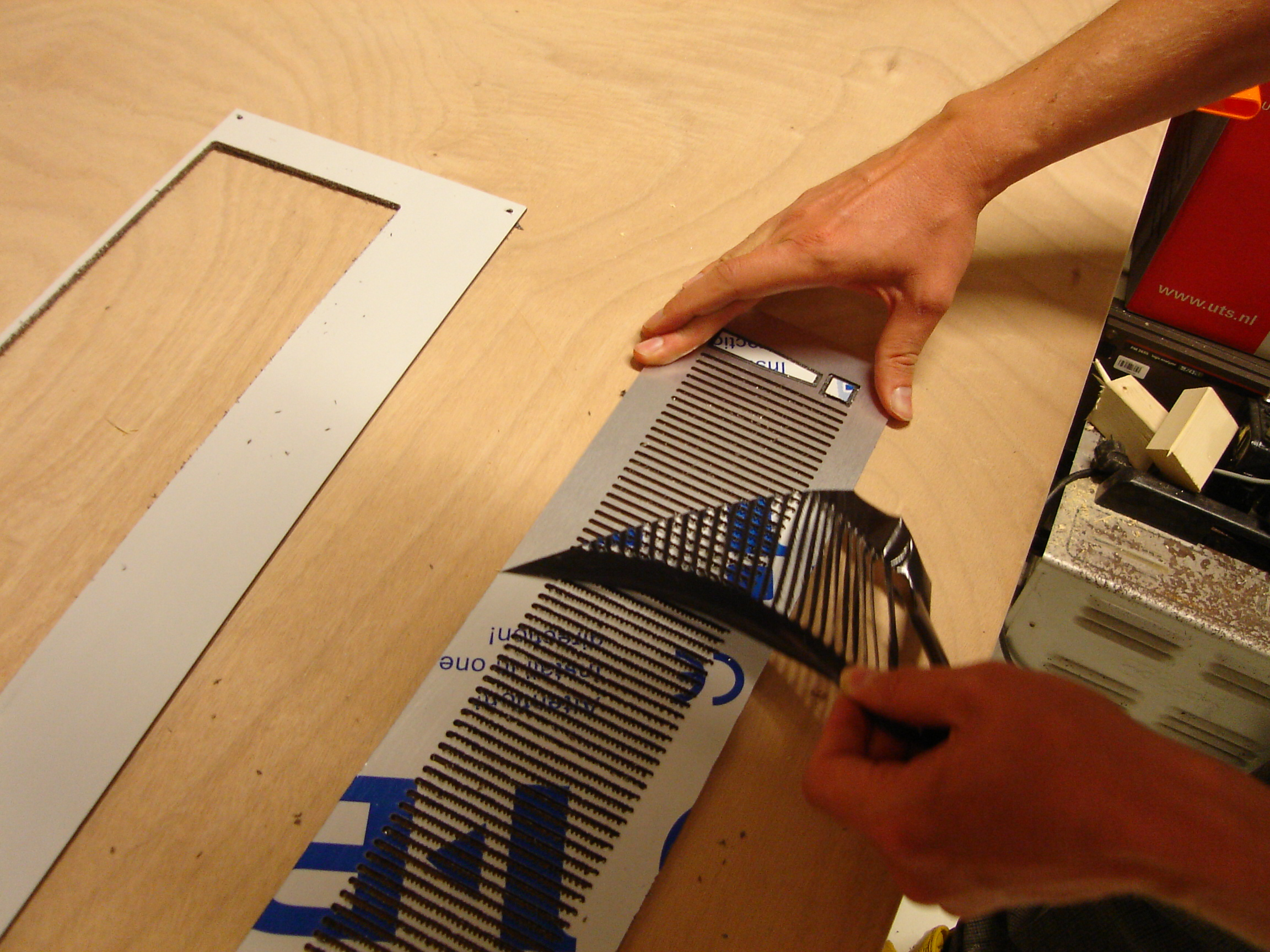
Sejmutí ochranné fólie
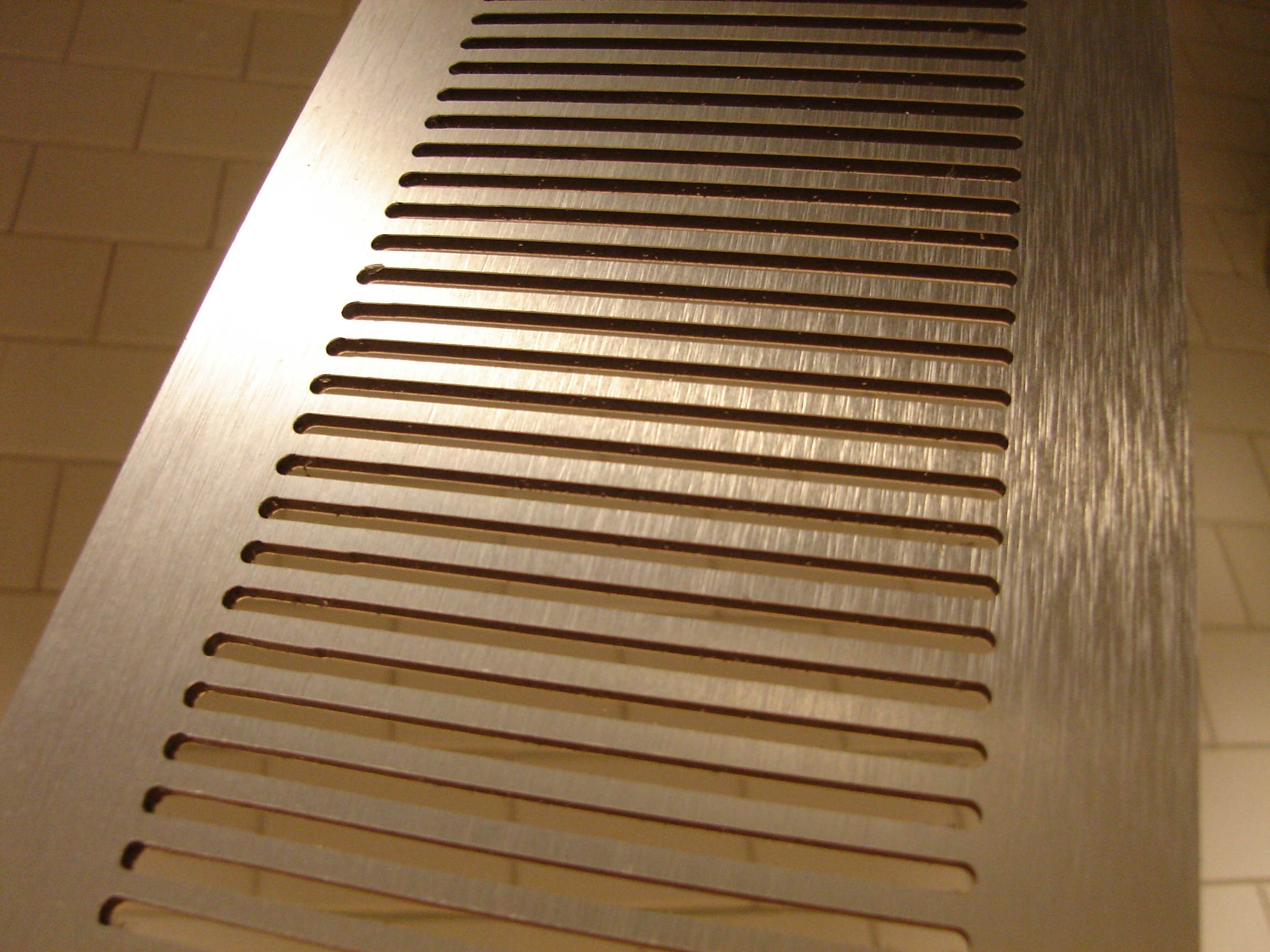
Výsledek po vyleštění
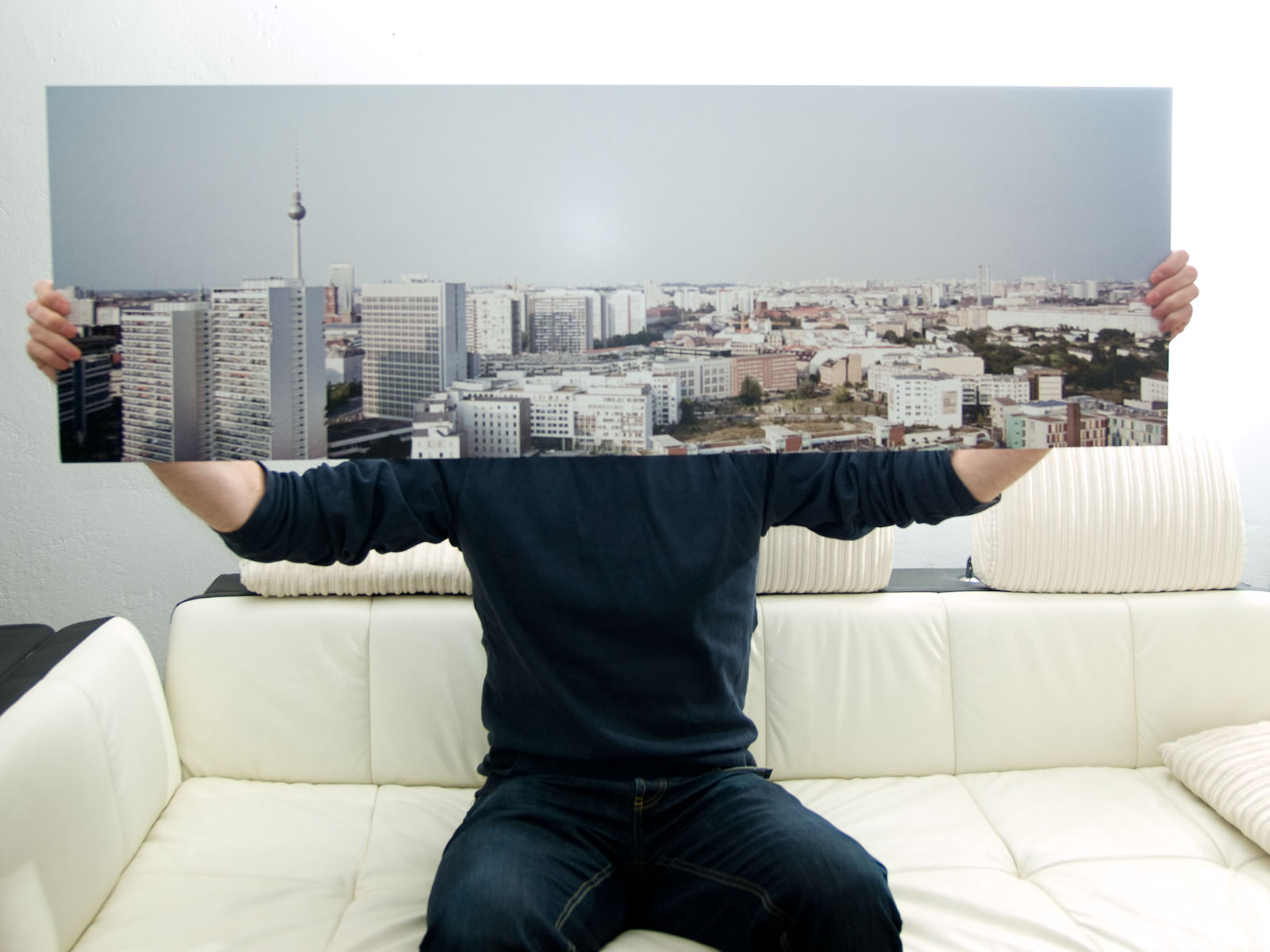
Panoramatická fotografie na dibondu
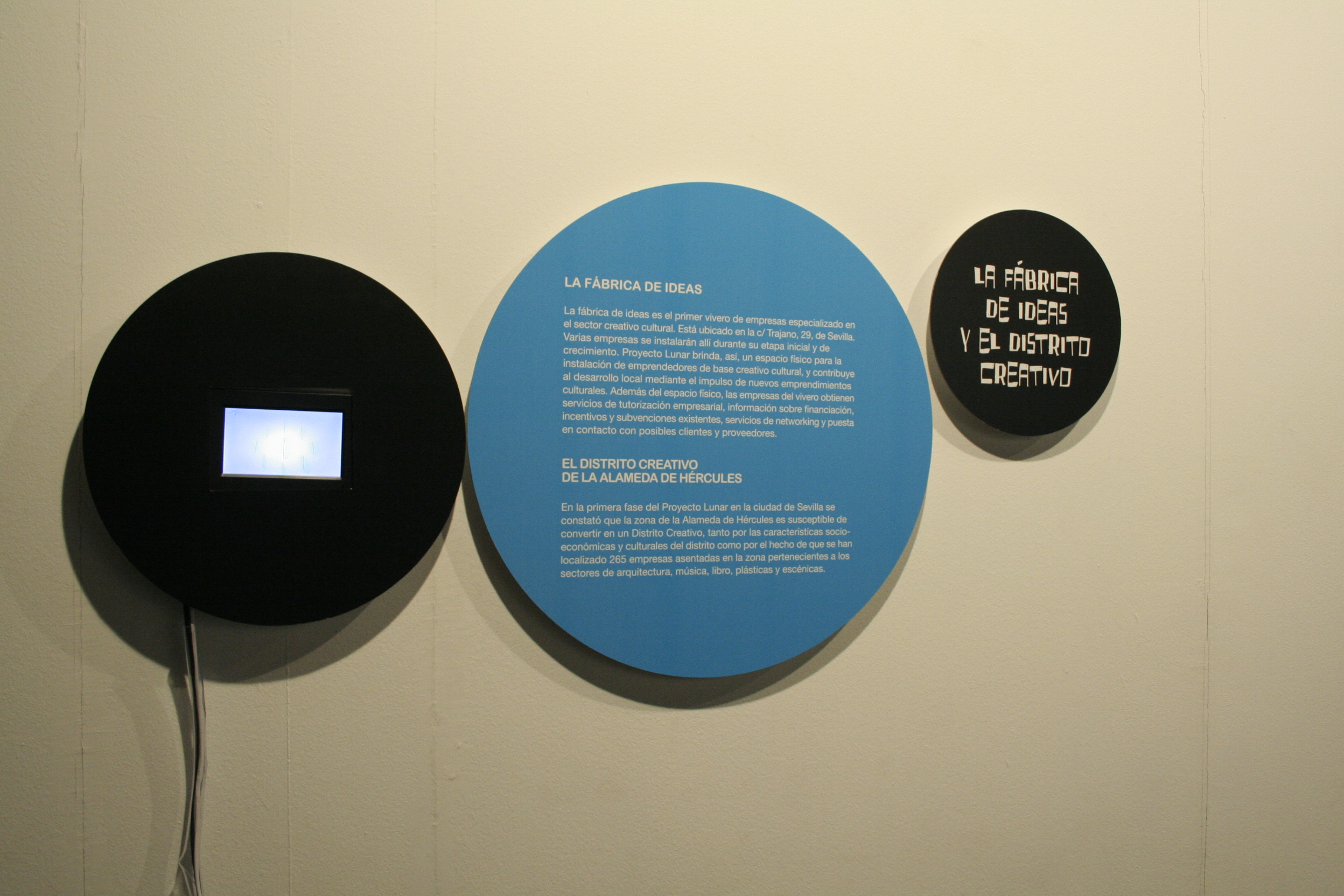
Aplikace dibondu na výstavě